# Michal Žabka
Michal Žabka (* 20. prosince 1965 Liberec) je český režisér a scenárista.

## Životopis
Absolvoval studium animace na Vyšší odborné filmové škole ve Zlíně (vedoucí pedagog Igor Ševčík) a v roce 2000 dokončil studia na katedře animace Akademie múzických umění v Praze (FAMU, vedoucí pedagog Břetislav Pojar a Pavel Koutský). Hned svým prvním úspěšným filmem Babalón (1997) byla předznamenána jeho tvorba režiséra i výtvarníka animovaných loutkových, kreslených a v počítači vytvořených CG filmů. Následovaly krátké filmy Prasavci (2001) a Paní G. (2007).
Jinou polohu jeho tvorby představuje „počítačová loutka“ – CG animace, kterou tvoří zejména pro televizi. Nejprve si ji vyzkoušel v pilotu série Chlupáči, ale realizoval se až jiný jeho seriál, třináctidílný večerníček České televize s názvem Tři prasátka (2011).
Další loutkový film Účetní a víla (2011) byl zařazen v povídkovém celovečerním filmu Autopohádky (2011), následoval celovečerní Čtyřlístek ve službách krále (2013) a velmi krátký film Cvak! Fenomén televize (2013).
V letech 2014–2017 natočil pro Českou televizi kreslený seriál Anča a Pepík (2017) podle legendárního komiksu Lucie Lomové. V tomto roce také dokončil se studiem Animation People krátký loutkový film podle námětu Břetislava Pojara Vánoční balada (2016). V roce 2019 měl premiéru celovečerní film Velké dobrodružství Čtyřlístku (2019) natočený opět ve spolupráci s Jaroslavem Němečkem.
Je držitelem mnoha cen z tuzemských i zahraničních festivalů.